# Drammen HK
Drammen Håndballklubb (Drammen HK) är en handbollsklubb från Drammen i Norge. Klubben bildades den 3 mars 1992 genom en sammanslagning av seniorlagen i klubbarna Reistad IL (från Lier) och Sturla IF (från Drammen).
Den nybildade klubben spelade sin första säsong i Eliteserien, tack vare att Reistad IL nått avancemang året före. Första säsongen slutade i degradering men man återkom 1994, efter att Kent-Harry Andersson tagit över som tränare. 1996 vann laget City-cupen (nuvarande Challenge Cup).

## Meriter
- Norska mästare två gånger: 1996, 2007
  - Grundseriesegrare fyra gånger: 1997, 2007, 2008, 2010
- EHF City Cup-mästare 1996

## Spelare i urval
- Torbjørn Bergerud (2011–2015)
- Frode Hagen (–1997, 2006–2008)
- Joakim Hykkerud (–2011, 2017–)
- Kristian Kjelling (1998–2001, 2015–2016)
- Espen Lie Hansen (–2011, 2019–)
- Geir Oustorp
- Frode Scheie (–1996)
- Glenn Solberg (1992–1997, 2006–2008, 2009)
- Stian Tønnesen (1994–1996)